# Sân vận động Quốc tế Godswill Akpabio
Sân vận động Quốc tế Godswill Akpabio (tiếng Anh: Godswill Akpabio International Stadium, trước đây là Sân vận động Quốc tế Akwa Ibom) là một sân vận động thể thao quốc gia tất cả chỗ ngồi nằm ở Uyo, thủ phủ bang Akwa Ibom. Sân vận động đóng vai trò là sân nhà của đội tuyển bóng đá quốc gia Nigeria cũng như trung tâm tổ chức các sự kiện xã hội, văn hóa và tôn giáo khác nhau. Hợp đồng xây dựng khu liên hợp Sân vận động Quốc tế Akwa Ibom và Làng Môn thi đấu đã được trao cho Julius Berger vào năm 2012 và hoàn thành vào năm 2014. Khu liên hợp thể thao đa năng cực kỳ hiện đại với sức chứa 30.000 chỗ ngồi được mô phỏng theo Allianz Arena.
Thống đốc Udom Gabriel Emmanuel đã đổi tên Sân vận động Akwa Ibom thành Sân vận động Quốc tế Godswill Obot Akpabio, ngay sau lễ nhậm chức vào ngày 29 tháng 5 năm 2015 tại sân vận động này. Godswill Akpabio là thống đốc trực tiếp trước đây của bang.

## Xây dựng và kiến trúc
Hợp đồng thiết kế sân vận động đã được trao cho Julius Berger, một công ty kỹ sư kết cấu có trụ sở tại Nigeria. Họ chịu trách nhiệm thiết kế kiến trúc, lập kế hoạch thực hiện, cũng như giám sát xây dựng của sân vận động, cũng như bảo trì. Sân vận động có diện tích 48 ha đất có một số tính năng độc đáo như phần VIP/VVIP có Bullet Proof, ghế có thể gập lại, hai bảng điểm kỹ thuật số, màn hình phát lại kỹ thuật số, đèn chiếu sáng kỹ thuật số và 30 lối thoát hiểm.

## Kết cấu
Cấu trúc sân vận động gồm hai giai đoạn, bao gồm đường chạy 400m dành cho các sự kiện điền kinh và là phần thí điểm của việc phát triển Công viên Thể thao Uyo, và được bao bọc bởi lớp vỏ ngoài hình tam giác màu trắng bao quanh toàn bộ khán đài. Khán đài phía đông và đường cong có thể chứa khoảng 22.500 người. Phòng chờ Thống đốc có sức chứa từ 30 đến 40 VVIP và nằm ở tầng hai ở khán đài chính. Nó được xây dựng để chứa ít hơn 30.000 khán giả cho các sự kiện bóng đá hay điền kinh, trong khi khán đài chính có thể chứa thoải mái khoảng 7.500 khán giả, bao gồm cả VIP/VVIP. Ngoài ra còn có một đường chạy sáu làn được xây dựng đặc biệt cho các vận động viên tập luyện.

## Cơ sở vật chất
Sân vận động bao gồm:
- 30.000 chỗ ngồi bao phủ sân vận động chính
- Các khu vực VVIP/VIP của Bullet Proof
- Văn Phong
- Phương tiện truyền thông
- Hai bảng điểm bao gồm bảng điểm điện tử và phương tiện video để phát lại
- Đèn pha
- Đường tiêu chuẩn 400m tám làn
- Cơ sở khởi động với sáu làn đường 400m
- Hệ thống cung cấp điện dự phòng
- 30 điểm thoát hiểm
- Khán đài lớn 7.500 chỗ ngồi
- Sân bay trực thăng
- Hai phòng thay đồ
- Khoang cứu thương

Sân vận động Quốc tế Akwa Ibom đáp ứng các yêu cầu của tiêu chuẩn an toàn quốc tế; Sân được trang bị các đơn vị dịch vụ khẩn cấp (cho phép thoát ra trong vòng 6 phút), camera an ninh khép kín cũng như hàng rào thép kiểm soát đám đông. Ngoài ra còn có các thiết bị chữa cháy dự phòng và máy dò kim loại đã được đặt tại chỗ để tránh mọi rủi ro. Sân vận động đã được dự kiến sẽ tổ chức loạt trận vòng loại AFCON với Nam Phi vào ngày 17 tháng 11. Đội bóng địa phương Akwa United chuyển đến sân vận động vào năm 2015 khi mặt sân của họ đang được nâng cấp.